# Макалата
Макала́та (Makalata)  — рід гризунів родини Ехімісові, що проживають у північній частині Південної Америки. 
Рід названий під впливом сурінамської назви для голчастих щурів "мака-алата". Це голчастий щур, споріднений з Echimys, але відрізняється рядом характеристик. Голки менші й тонші. Тіло більш однорідного кольору. Довжина хвоста приблизно така ж як довжина голови й тіла. Хвіст більш-менш одноколірний. Це нічні, деревні гризуни, що живуть одноосібно в порожнинах дерев й харчуються фруктами і нестиглим насінням.

## Морфометрія
Довжина голови й тіла: 168—294 мм, довжина хвоста: 145—234 мм, довжина задньої стопи: 30—48 мм, довжина вуха: 10—17 мм.

## Систематика
- Рід Makalata
  - Вид Makalata didelphoides (Бразильський голчастий деревний щур)
  - Вид Makalata macrura (Довгохвостий деревний щур)
  - Вид Makalata obscura (Темний озброєний деревний щур)
  - Вид Makalata rhipidura (Перуанський деревний щур)